# Carlo Rossi (General)

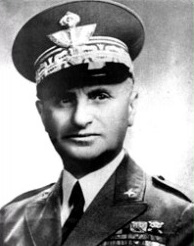
Carlo Rossi

Carlo Rossi (geboren am 29. Dezember 1880 in Celenza Valfortore; gestorben am 21. April 1967 in Turin) war ein italienischer General. Er nahm als Offizier der Alpini am Italienisch-Türkischen Krieg und am Ersten Weltkrieg teil. Im Zweiten Weltkrieg befehligte er auf verschiedenen Kriegsschauplätzen mehrere italienische Armeekorps.

## Werdegang
Rossi besuchte die Militärschule  für Offiziersanwärter in Modena, die er 1905 als Sottotenente abschloss. Vom September 1912 bis Dezember 1913 nahm er als Adjutant von Oberst Antonio Cantore, Kommandeur des 8. Alpini-Regiments, am Italienisch-Türkischen Krieg in Libyen teil. Während des Feldzuges in Tripolitanien rückte er nach der Schlacht von Assaba mit den Alpini bis an die tunesische Grenze vor, bei dem unter anderem die Städte Garian und Nalut besetzt wurden. Im Sommer 1913 befand er sich mit seinem Regiment in der Cyrenaika und nahm zwischen Juni und September 1913 an den Schlachten von Ettangi, Ras El Madaur und Tecniz teil. Für seine Verdienste wurde er mit dem Ritterkreuz des Ordens der Krone von Italien ausgezeichnet.
Nach seiner Beförderung zum Hauptmann im Dezember 1914 wurde er zum 7. Alpini-Regiment abgestellt und ihm das Kommando über die 96. Kompanie des Bataillons Pieve di Cadore anvertraut. Nach dem italienischen Kriegseintritt in den Ersten Weltkrieg im Mai 1915 führte er das Bataillon während der Ersten Dolomitenoffensive in den Kämpfen um den Monte Piano (2305 m) im Juli 1915 und anschließend in der Cristallogruppe in den Ampezzaner Dolomiten. Im Sommer 1915 wurde er verwundet und mit der Tapferkeitsmedaille in Silber ausgezeichnet.
Im April 1916 wurde seine Kompanie dem neu aufgestellten Alpini-Bataillon Monte Antelao unterstellt. Das Bataillon besetzte anschließend den Frontbereich der Tofane westlich von Cortina d’Ampezzo. Mit seiner Kompanie war er für den Ausbau der italienischen Stellungen am Fuße der Tofana di Rozes (3225 m) verantwortlich. Nach der italienischen Minensprengung des Schreckensteins am 29. Juli 1916 leitete Hauptmann Carlo Rossi den italienischen Angriff auf die vom 3. Kaiserjägerregiment gehaltenen österreichisch-ungarischen Stellungen im Val Travenanzes zu Füßen der Tofane. Für die Aktion, bei der er erneut verwundet wurde, wurde er zum Major befördert und mit dem Ritterkreuz des Militärordens von Savoyen ausgezeichnet. Nach einer weiteren Verwundung im September 1916 musste er das Kommando über das Bataillon Monte Antelao abgeben, das er erst wenige Wochen vorher übernommen hatte.
Nach einer längeren Rekonvaleszenz wurde er im Oktober 1917 zum Oberstleutnant befördert. Im Mai 1918 übernahm er nach seinem Dienst im Regimentsstab, das Kommando über das Bataillon Monte Pelmo, um kurz darauf die 52. Sturmabteilung der Alpini von Emilio Faldella zu übernehmen. Mit Letzterer wehrte er während der Zweiten Piaveschlacht Mitte Juni 1918 die österreichisch-ungarischen Angriffe an der Cima Ekar östlich von Gallio auf der Hochebene der Sieben Gemeinden ab und konnte anschließend die Angreifer unter hohen Verlusten über die Ausgangsstellungen hinaus zurückwerfen. Daraufhin wurden ihm alle Sturmtruppen der 6. Armee unterstellt. In der Schlacht von Vittorio Veneto überschritt er mit seinen Truppen bei Busche nordöstlich von Feltre den Piave, bevor der Waffenstillstand von Villa Giusti am 4. November 1918 in Kraft trat.
In den 1920er Jahren übernahm er das Kommando über das Alpini-Bataillon Feltre. Nach seiner Beförderung zum Oberst 1927 wurde ihm das 4. Alpini-Regiment anvertraut, das er bis 1934 führte. Mit seiner Beförderung zum Brigadegeneral 1934 wurde ihm das 3. Alpini-Oberkommando in Udine unterstellt, aus dem später die 3. Alpini-Division „Julia“ hervorgehen sollte. Zwischen 1938 und 1940 führte er nacheinander die territorialen Militärkommandos in Udine und in Alessandria sowie die 37. Infanterie-Division „Modena“.
Nach der italienischen Kriegserklärung an Frankreich und Großbritannien wurde dem mittlerweile zum Generale di Divisione beförderten Rossi im Zuge der Schlacht in den Westalpen am 21. Juni 1940 auf Anordnung von Marschall Rodolfo Graziani das Kommando über das Alpini-Korps übergeben. Nach Beendigung des Feldzuges gegen Frankreich wurde er nach Albanien beordert, um dort ein neues Armeekorps aufzustellen. Am 21. Oktober übernahm er das Kommando über das Armeekorps „Ciamuria“, das er anschließend während der glücklosen italienischen Anfangsoffensive im Griechisch-Italienischen Krieg führte. Nach der Umstrukturierung der italienischen Truppen infolge der griechischen Gegenoffensive im November 1940 führte Rossi das Armeekorps, umbenannt in XXV. Armeekorps, weiter. Anfang Dezember 1940 stand das von Carlo Rossi befehligte Korps nach mehreren Frontrücknahmen am Massiv des Tomorr (2415 m) und konnte die griechische Gegenoffensive zum Stehen bringen. Am 10. Dezember wurde er zum Generale di Corpo d’Armata befördert. Nach dem Beginn des deutschen Balkanfeldzuges, der zum Zusammenbruch der griechischen Front und zur Kapitulation Griechenlands führte, wurde er im April mit dem Offizierskreuz des Militärordens von Savoyen ausgezeichnet.
Im Juli 1941 kehrte er nach Italien zurück und wurde er mit der Aufstellung des XVI. Armeekorps betraut, dessen Kommando er im Oktober des gleichen Jahres übernahm. Das Korps wurde noch 1941 nach Sizilien verlegt. Zu Beginn der alliierten Invasion Siziliens am 10. Juli 1943 stand das von Carlo Rossi befehligte Korps im Osten der Insel. Zwei Tage nach Beginn der Invasion wich das Korps zurück. Nach der Mitte August abgeschlossenen Evakuierung der Insel wurde das Korps nach La Spezia nach Ligurien verlegt. Als am 8. September 1943 der Waffenstillstand von Cassibile verkündet wurde, ordnete er seinen Truppen an, den nachrückenden deutschen Verbänden Widerstand zu leisten und ermöglichte so den in La Spezia liegenden italienischen Marineverbänden auszulaufen und sich dem Zugriff durch die Deutschen zu entziehen. Am Tag darauf wurde Carlo Rossi gefangen genommen und als Militärinternierter in ein Lager nach Polen gebracht. Nach seiner Befreiung 1945 durch die Rote Armee und seiner Rückkehr im Juli des gleichen Jahres wurde er in den Ruhestand versetzt.